# FC Luksemburg City
FC Luxembourg City (pełna nazwa: Football Club Luxembourg City) – luksemburski klub piłkarski z siedzibą we wschodniej dzielnicy Hamm miasta Luksemburg, stolicy państwa.

## Historia
Chronologia nazw:
- 2004—2006: Rapid Mansfeldia Hamm
- od 2006: FC Rapid Mansfeldia Hamm Benfica
- od 10 maja 2022: FC Luxembourg City

Klub został założony 26 marca 2004 roku jako Rapid Mansfeldia Hamm w wyniku fuzji dwóch miejscowych zespołów: FC Hamm 37 i RM 86 Luxemburg. W 2006 zmienił nazwę na Rapid Mansfeldia Hamm Benfica. Swoje pierwsze sezony zespół spędził w drugiej lidze, a po sezonie 2006/2007 wywalczył awans do ekstraklasy. 10 maja 2022 członkowie RM Hamm Benfica uzgodnili na walnym zgromadzeniu zmianę nazwy klubu na FC Luxembourg City.

## Sukcesy
- Nationaldivisioun:
  - 5.miejsce (2): 2010, 2013
- Puchar Luksemburga:
  - półfinalista (2): 2005, 2008
- 1.liga Luksemburga:
  - mistrz (1): 2007

## Stadion
Luxembourg-Cents może pomieścić 2,800 widzów.